# Helena (Caroline du Sud)
Pour les articles homonymes, voir Helena.
Helena est une census-designated place située dans le comté de Newberry, dans l’État de Caroline du Sud, aux États-Unis. Lors du recensement de 2020, elle comptait 870 habitants.